# Ватиканский кодекс 2061
Ватиканский кодекс 2061 (лат. Codex Vaticanus 2061; условное обозначение: 048) — унциальный манускрипт на греческом языке, с V века, содержащий текст Деян., Соб. посланий и Посл. Павла, с большим числом малых лакун, на 21 пергаментном листе (30 x 27 см). Название рукописи происходит от места её хранения.

## Особенности рукописи
Текст на листе расположен в трёх колонках, по 40 строк в колонке. 
Греческий текст рукописи отражает александрийский тип текста. Рукопись отнесена к II категории Аланда. 
Рукопись палимпсестом, она содержит тоже Географию Страбона.
В настоящее время рукопись хранится в Ватиканской библиотеке (Gr. 2061).